# Аль-Гамаа аль-исламийя
Аль-Гамаа аль-исламийя (араб. الجماعة الإسلامية‎ —  Исламский джамаат‎) — египетская салафитская исламская организация, созданная в 1975 г. в результате объединения автономных университетских религиозных ассоциаций (джамаатов), возникших в противовес преобладавшему влиянию левых (марксистских и насеристских) группировок в студенческой среде. После революции 2011 года создала Партию строительства и развития. Признана террористической на территории Великобритании и ЕС, исключена из списка террористических организаций в США в мае 2022 года.

## История
Летом 1975 г. лидеры (эмиры) студенческих джамаатов — Салах Хашем (Асьютский университет), Абд аль-Монейм Абуль-Футтух (Каирский университет), Ибрахим аз-Заафарани (Александрийский университет), Сайид Абд ас-Саттар (университет «Айн Шамс»), Усама Абдуль-Азим («Аль-Азхар») и др. — договорились о создании организации, название которой было «заимствовано» у пакистанской партии «Джамаат-и ислами». Высшим руководящим органом организации стал верховный «совещательный совет» (маджлис аш-шура), а верховным лидером, (амир аль-умара) был избран Салах Хашем. В 1977 г. его сменил энергичный Нагех Ибрахим, в результате деятельности которого об «Аль-Гамаа» узнали и за пределами университетов.
Организация объявила о прекращении огня в марте 1999 года , хотя по состоянию на 2012 год она все еще ведет джихад против баасистского сирийского режима.
Главным направлением своей деятельности организации считала «исламизацию» мировоззрения и образа жизни египетских студентов. Активисты «Аль-Гамаа» проводили встречи с авторитетными мусульманскими проповедниками и организовывали исламские летние лагеря. Они настаивали на обязательном ношении девушками хиджаба и боролись против запрещенного шариатом «смешения полов».
Режим президента Анвара Садата (1971—1981) видел в «Аль-Гамаа» естественного союзника в борьбе с левыми в молодежной среде, а потому египетские власти благожелательно относились к её деятельности. Назначенный в 1973 г. губернатором Асьюта Мухаммад Усман Исмаил на протяжении нескольких лет поощрял эту организацию на «борьбу с коммунистами» и был самым активным и последовательным покровителем организации. В середине 1970-х годов позиции организации укрепились в центральных и южных районах Египта (Асьют, Асуан, Минья).
Хотя изначально «Аль-Гамаа аль-исламийя» была аморфным объединением, к 1980-м годам она стала более организованной. В 1990-х годах группировка начала террористическую кампанию, организовав ряд покушений как на египетских писателей и интеллектуалов, так и на туристов, посещавших Египет. Действия членов группировки нанесли серьёзный удар по туризму — крупнейшей отрасли египетской экономики. Всего в 1992—1997 годах боевиками «Аль-Гамаа аль-исламийя» было убито более 1200 человек, среди погибших были глава подразделения полиции по борьбе с терроризмом Рауф Хайрат, спикер парламента Рифат эль-Магуб, десятки туристов, более 100 полицейских, а также значительное количество простых египтян, ставших случайными жертвами.

## Наиболее известные теракты
- 8 июня 1992 года — убийство египетского журналиста Фарага Фоды;
- 26 июня 1995 года — покушение на президента Египта Хосни Мубарака в столице Эфиопии Аддис-Абебе;
- 20 октября 1995 — в отместку за арест Талаата Фуада Касима, члена «Аль-Гамаа аль-исламийя», боевики совершили попытку подрыва полицейского участка в хорватском городе Риека. Погиб 1 террорист, ещё 29 человек, включая 2 случайных прохожих, были ранены[9];
- 28 апреля 1996 года — в отеле «Европа» боевики «Аль-Гамаа аль-исламийя» убили 18 греческих туристов, приняв их за евреев[10][11][12];
- 17 ноября 1997 года — террористический акт в Луксоре, погибло 58 туристов и 4 египтянина;

## Признание террористической организацией
«Аль-Гамаа аль-исламийя» признана террористической организацией Россией, Израилем, США и Великобританией.